# تود جونستون
تود جونستون (بالإنجليزية: Tod Johnston)‏ هو مغني وكاتب أغاني أسترالي، ولد في 1 أبريل 1960 في سيدني في أستراليا.